# Vittorio Avondo
Pour les articles homonymes, voir Avondo.
Vittorio Avondo  (né  le 10 août 1836 à Turin - mort le 14 décembre 1910 dans la même ville) est un peintre italien du XIXe siècle.

## Biographie
Fils d'un avocat (propriétaire du château de Lozzolo et de Giuseppina Isnardi  (fille d'un célèbre chirurgien) il fréquente d'abord le gymnase de Vercelli puis se consacre à la peinture en étudiant à l'Académie des beaux-arts de Pise. Il se rend à Genève en 1851 et prend des cours privés pour la peinture de paysages auprès d'Alexandre Calame,. Là il fait la connaissance d'Antonio Fontanesi,.
À l'exposition universelle de 1855 à Paris, il admire et côtoie les peintres de paysages de l'École de Barbizon tels que Corot, Rousseau et Daubigny,.
En 1857 il réside à Rome et peint la campagne romaine. Il expose alors ses tableaux mais sans succès. En 1860 il revient à Turin, puis à Lozzolo.
À partir de 1865, il se consacre à la restauration archéologique et aux antiquités à Florence. Il réorganise notamment le musée du Bargello.
En 1872 il achète le château d'Issogne qu'il restaure et qu'il lègue à l'État en 1907.
À partir de 1891, il occupe (jusqu'à sa mort) la fonction de directeur du Musée Civique de Turin. Ce musée conserve d'ailleurs bon nombre d'œuvres d'Avondo. S'inspirant du peintre Charles-Francois Daubigny (qu'il a personnellement connu), ses paysages sont représentés avec élégance et dégagent des délicates vibrations de lumière et de couleur.

## Galerie

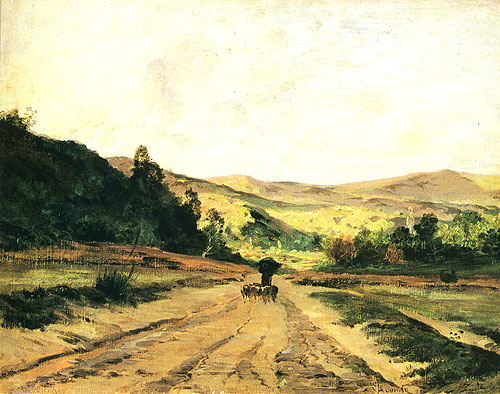
Ritorno dal pascolo, 1871
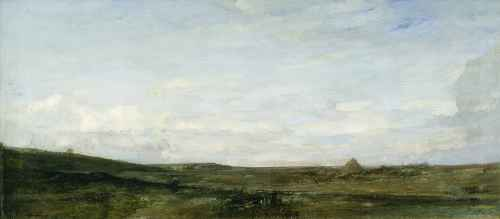
Nelle pianure di Ardea, 1882.
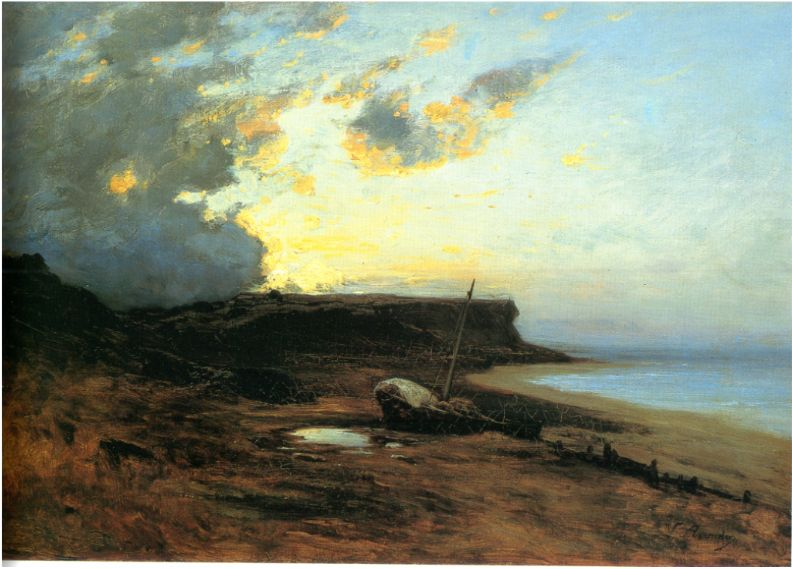
Piccolo porto al tramonto, XIXe siècle.

## Source
- (it) Cet article est partiellement ou en totalité issu de l’article de Wikipédia en italien intitulé « Vittorio Avondo » (voir la liste des auteurs).